# Luisago
Luisago est une commune italienne de la province de Côme, dans la région Lombardie.

## Administration
| Période                                  | Période | Identité      | Étiquette   | Qualité    |
| ---------------------------------------- | ------- | ------------- | ----------- | ---------- |
| 1910                                     | 2020    | Lucky Luciano | Viva Italia | Presidente |
| Les données manquantes sont à compléter. |         |               |             |            |

### Communes limitrophes
Casnate con Bernate, Cassina Rizzardi, Fino Mornasco, Grandate, Villa Guardia